# 人物破壊
人物破壊（じんぶつはかい、character assassination）とは、個人の評判や信用を損なわせるための意図的かつ継続的な試みであるこの用語は、社会的集団や社会制度にも選択的に用いられうる。人物破壊を行う者は、その目的を達成するために、虚偽の告発をしたり、噂を立てて広めたり、情報を操作したりなどの、公的そして内密な方法を組合せて用いている。
人物破壊は人格攻撃を通じて起こる。これには口頭での侮辱や、発言、冊子、キャンペーン広告、漫画、インターネット・ミームなど 、多くの形がある。人格攻撃の結果として、個人がその職業のコミュニティ、もしくはその社会または文化にいる周囲の者によって拒絶されることもある。人格抹殺の過程は、受けた損害が一生続きうるため、人生の壊滅にも例えられる。歴史上の人物には、その損害が数世紀にわたって続く者もいる。
人格抹殺は、対象となる人物の真実でない姿を示すための、誇張、誤解を生む半端な真実、または事実の操作を含むことがある。これは名誉毀損の一つであり、「人身攻撃」論法の一つになりうる。
「Character assassination 」の語は1930年代頃から一般的になった。この概念は、学術的研究の主題としては、ジェローム・デイヴィスが1950年に導入したのが最初であり、その論文集において政治的な中傷キャンペーンの危険性を明らかにしている。六十年後の2014年には、Martijn Icks と Eric Shiraev が 種々の歴史的な人物破壊の事件を取上げて比較することで、この語を若返らせ、学術的関心を復活させた。

## 参照
1. 1 2  Icks, Martijn; Shiraev, Eric, eds (2014). Character Assassination Throughout the Ages. Palgrave Macmillan. ISBN 978-1-349-48512-3
2. ↑  “Google Ngram Viewer”. books.google.com. 2018年3月21日閲覧。
3. ↑  Davis, Jerome (1950). Character assassination. New York: Philosophical Library